# 9984 Gregbryant
A 9984 Gregbryant (ideiglenes jelöléssel 1996 HT) a Naprendszer kisbolygóövében található aszteroida. Robert H. McNaught és J. B. Child fedezte fel 1996. április 18-án.